# 김원효
김원효(1981년 7월 17일 ~ )는 대한민국의 희극인이다.

## 생애
그는 부산에서 태어났으며 2000년 연극배우 첫 데뷔하였고 2005년 KBS 한국방송공사 특채 개그맨 데뷔에 이어 2년 후 2007년 KBS 22기 공채 개그맨 정식 데뷔하였다.
그리고 대표작에는 KBS 개그콘서트 코너 '내 인생에 내기 걸었네', '비상대책위원회' 등이 있었으며 2017년 경에 웃찾사로 이적했다가 웃찾사가 종영되면서 2018년 6월 말에 개그콘서트로 다시 복귀했다.

## 학력
- 용산초등학교
- 용호중학교
- 동천고등학교
- 인덕대학 방송연예학과

## 출연 작품

### 연극
- 꿈꾸러기
- 대박포차(아내는 작가였다)

### 드라마 & 시트콤
- 《바람의 나라》 (KBS 2TV, 2008 ~ 2009년) - 공찬 역.
- 《선녀가 필요해》 (KBS 2TV, 2012년) - 작가 역.
- 《패밀리》 (KBS 2TV, 2012년) - 에스테틱 닭살부부 손님 남편 역.
- 《전우치》 (KBS 2TV, 2012 ~ 2013년) - 겁쟁이 조선 관리 역.
- 《맨도롱 또똣》 (MBC, 2015년)
- 《별난 며느리》 (KBS 2TV, 2015년)
- 《별이 되어 빛나리》 (KBS 2TV, 2015년) - 특별출연
- 《별난가족》 (KBS 2TV, 2016년) - 한재식 역
- 《사랑은 방울방울》 (SBS, 2016년) - 불량학생 역
- 《힘쎈여자 도봉순》 (JTBC, 2017년) - 특별출연
- 《최강 배달꾼》 (KBS 2TV, 2017년) - 특별출연
- 《밥상 차리는 남자》 (MBC, 2017년) - 특별출연
- 《변혁의 사랑》 (tvN, 2017년) - 특별출연
- 《인형의 집》 (KBS 2TV, 2018년) - 특별출연
- 《스틸러 : 일곱 개의 조선통보》 - 김영배 역 (tvN, 2023년) (5회 특별출연)

### 예능
- KBS 2TV - 《개그 사냥》
- KBS 2TV - 《폭소클럽 2》
- KBS 2TV - 《웃음충전소》

〈계층공감 OLD&형님〉
- KBS2 - 《개그콘서트》

〈국가대표〉
〈9시쯤 뉴스〉기자 역
〈OTL〉
〈마이더스 황〉
〈속풀이강사 송강사〉
〈내 인생에 내기 걸었네〉형사 역
〈내 인생에 작업 걸었네〉
〈잠복근무〉
〈꽃미남 수사대〉형사 역
〈송이병 뭐하냐〉
〈비상대책위원회〉본부장 역
〈하극상〉
〈어르신〉어르신 역
〈미필적 고의〉둘째 아들 역
〈멘붕스쿨〉
〈애니뭘〉원효캣 역
〈뿜 엔터테인먼트〉사장 역
〈초보뉴스〉기자 역
〈숨은 표절찾기〉
〈크레이지 러브〉회장 역
〈젊은이의 양지〉
〈서툰 사람들〉주방장 역
〈부탁 좀 드리겠습니다〉
〈이런 사이다〉아저씨 역
〈봉숭아 학당〉 선생님역
- KBS 2TV - 《스펀지 0》
- KBS 2TV - 《연예가 중계 금주의 연예가안돼!》
- KNN - 《Yes, I Can!》
- KBS 2TV - 《퀴즈쇼 사총사》 공동 MC
- SBS - 《강심장》
- 온게임넷 - 《크리에이티브던파》
- 코미디TV - 《크게 될 스타》
- KBS 2TV - 《이야기쇼 두드림》
- KBS 2TV - 《남자의 자격》
- KBS 2TV - 《김승우의 승승장구》
- KBS 2TV - 《위기탈출 넘버원》
- KBS 2TV - 《세대공감 토요일》 - (2012년 10월 13일 토요일) - 142회 개그맨 정종철과 함께 출연
- KTV - 《김원효 심진화의 거꾸로 늬우스》 공동 MC
- KBS 2TV - 《가족의 품격 풀하우스》 보조 MC
- SBS플러스 - 《러브 액츄얼리》
- KBS 2TV - 《유희열의 스케치북》
- MBC - 《두남자, 여행에 빠지다!》
- QTV - 《어럽쇼》
- KBS2 - 《출발드림팀 시즌 2》
- tvN - 《백만장자 게임 마이턴》
- KBS 1TV - 《투맹쇼 - 느영나영 제주넘기》
- KNN - 《씨네포트》
- KNN - 《틴틴콘서트》
- SBS - 《웃찾사》

〈미운 우리 히어로〉
- JTBC - 《1호가 될 순 없어》
- JTBC - 《아는형님》

### 영화
- 《토르: 마법망치의 전설》 - 오딘
- 《새미의 어드벤처2》 - 빅D
- 《니코: 산타비행단의 모험》 - 줄리어스
- 《노브레싱》 - 열쇠아저씨
- 《개를 훔치는 완벽한 방법》 - 교통경찰 역

### 라디오
- KBS 쿨FM 《미스터 라디오》 - 게스트, 2023.11.15

### 광고
- 2007년
- HCN 인터넷 전화(김지민 (희극인)과 출연)
- 보령제약 겔포스 엠 수사반장 편
- 2012년
- 동서메밀차-비대위 경찰
- 애니골프 장갑
- 석교상사 투어스테이지
- 전자랜드
- 기아자동차 쏘울
- 디지털 전환 캠페인 비대위,어르신
- 새미의 어드벤쳐 2: 아쿠아리움 탈출대작전
- 사조해표 순창궁 햅쌀 고추장 (배우 한혜진과 함께 출연)
- 롯데 처음처럼
- 지페어 코리아: 대한민국우수상품전시회
- 청호나이스
- LG유플러스:신보라와 출연
- 토르 마법망치의 전설

## 유행어

### 《개그콘서트》
- 조용히 해라 여기가 무슨 패션쇼장이야 (꽃미남 수사대)
- 야~ 안돼~!(비상대책위원회)
- ~마!!, 맞나 안맞나?(하극상)
- 욕봐래이~!, 니는 그래서 문제다! 문제야!, 봐라, 저 봐라!(어르신)
- 아~! 진짜요? 진짜에요~?(애니뭘)
- 아~! 나 진짜 뿜겠네!(뿜엔터테인먼트)
- 아~! 그 피해자가 누군데?(뿜엔터테인먼트)
- 예?, 예~에!(초보 뉴스)
- 뭐하노~ 뭐하노~ (젊은이의 양지)
- 뭐가 좋은데?(젊은이의 양지)
- 닌 죽는다 마!(젊은이의 양지)
- 니 와 그러는데? (젊은이의 양지)
- ○○ 해봤자 ○○이다!! (젊은이의 양지)
- 뭔데! (크레이지 러브, 젊은이의 양지)
- ○○이 뭔데, ○○이 뭔데, ○○이 뭔데? (크레이지 러브 외)
- 고마쎼라 다 때려 챠 불까 그냥! (이런 사이다)
- 입질슬슬오나(내 인생에 내기 걸었네)

## 홍보 외 활동
- 2010년 명예 119시민수상구조대원
- 2011년 남광사회복지회 홍보대사
- 2012년 남광사회복지회 홍보대사
- 2013년 휴먼아시아 홍보대사
- 2013년 2014 지리산권 방문의 해 홍보대사
- 2013년 남광사회복지회 홍보대사
- 2014년 남광사회복지회 홍보대사
- 2015년 남광사회복지회 홍보대사
- 2016년 남광사회복지회 홍보대사
- 2017년 남광사회복지회 홍보대사
- 2018년 남광사회복지회 홍보대사

## 수상
- 2007년 KBS 연예대상 코미디부문 남자 신인상
- 2011년 제19회 대한민국 문화연예대상 개그맨부문 대상
- 2011년 KBS 연예대상 코미디부문 남자 우수상
- 2018년 KBS 연예대상 코미디부문 최우수코너상